# Calatabiano
Calatabiano (tiếng Sicilia: Cattabbianu) là một đô thị ở tỉnh Catania trong vùng Sicilia, có khoảng cách khoảng 170 km về phía đông của Palermo và cách khoảng 35 km về phía đông bắc của Catania. Tại thời điểm ngày 31 tháng 12 năm 2015, đô thị này có dân số 5.309 người và diện tích là 26,42 km².
Đô thị Calatabiano có các frazione (đơn vị cấp dưới) Pasteria.
Calatabiano borders the following municipalities: Castiglione di Sicilia, Fiumefreddo di Sicilia, Giardini-Naxos, Linguaglossa, Piedimonte Etneo, Taormina.